# Valse anglaise
Pour les autres formes de valse, voir Valse.

The Last Waltz, par Clarence F. Underwood (1912)

La valse anglaise, aussi appelée valse lente, est une danse de salon progressive caractérisée par de longs mouvements fluides et des élévations en vague des danseurs sur la piste de danse. Elle se distingue de la valse française et de la valse viennoise par ses grands déplacements sur la piste de danse et son tempo lent. Comme les autres valses, la musique qui l'accompagne est en 
. Cette valse se distinguant officiellement des autres durant les années 1920, elle se danse aujourd'hui socialement ou compétitivement principalement comme l'une des cinq danses standard de la danse sportive (DanceSport).

## Histoire
La valse anglaise moderne est issue de la valse viennoise, créée au XVIIIe siècle et popularisée par la famille Strauss au XIXe siècle , et le Boston, provenant des États-Unis et populaire au début du XXe siècle ,.
En 1921, la standardisation de la valse anglaise impliqua la popularité de la valse anglaise l'année d'après, - elle se diffuse en Europe notamment après la Seconde Guerre Mondiale. Elle évolua encore durant les années suivantes, en passant de 2 à 3 temps, en restant sur un rythme lent.

## Particularités

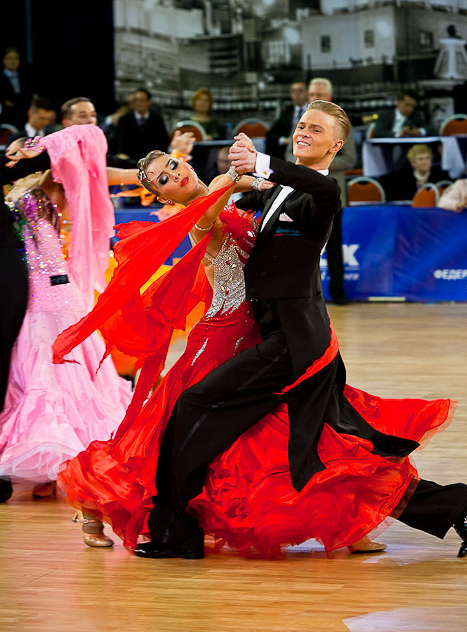
Couple dansant la valse durant une compétition de danse sportive (DanceSport).

La valse anglaise se différencie de ses cousines (viennoise, musette) par un nombre plus important de figures, augmentant sa complexité. Elle est différente également du Boston par la position des partenaires, face-à-face comme pour la famille des valses, alors que la danse américaine s'effectue "de côté".
Les mouvements de base sont les suivants : Marche - Côté - Assemblé.
Intégrée par les danses dites de style Standard, elle est la première à passer lors des compétitions de celles-là.

### Tempo
La valse anglaise de style international se danse sur un tempo de 87 BPM dans les compétitions de la NDCA et sur un tempo de 84 à 90 BPM dans les compétitions de la WDSF, avec trois temps par mesure,. La valse anglaise de style américain se danse sur un tempo de 90 BPM dans les compétitions de la NDCA, avec trois temps par mesure. La valse anglaise se danse généralement sur de la musique en 
 avec un tempo de 84 à 96 BPM, hors compétition,.

## Figures
Les figures de la valse standard internationale sont décrites et régies par la Imperial Society of Teachers of Dancing (en) (en anglais : Imperial Society of Teachers of Dancing, ISTD). Cette danse évoluant avec le temps, cet organisme publie régulièrement les changements de figures ou de pas dans l'ouvrage de référence sur les figures de danses de salon standard, Technique of Ballroom Dancing, écrit à l'origine par Guy Howard et publié pour la première fois en 1976. La dernière édition, de 2016, nomme et décrit en détail les figures dans la liste ci-dessous. Le nom des figures n'étant officiel qu'en anglais, la liste contient une suggestion de traduction en français suivi par le nom anglais entre parenthèses. Les danseurs de plus haut niveaux inventent parfois eux aussi leurs figures qui sont alors souvent transmises visuellement ou de bouche à oreille dans les cours, congrès ou compétitions de danses.
| Figures de valse anglaise 1. Pas de change fermé pied gauche (gauche vers droite) (LF Closed Change (Reverse to Natural)) 2. Pas de change fermé pied droit (droite vers gauche) (RF Closed Change (Natural to Reverse)) 3. Tour à droite (Natural Turn) 4. Tour à gauche (Reverse Turn) 5. Croisé derrière (Whisk) 6. Chassé depuis position promenade (Chasse from Promenade Position) 7. Tour pivoté à droite (Natural Spin Turn) 8. Tour pivoté à droite sous-tourné (Underturned Natural Spin Turn) 9. Tour à droite avec hésitation (Natural Turn with Hesitation) 10. Corte inverse (Reverse Corte) 11. Croisé derrière en l'arrière (Back Whisk) 12. Changement externe (Outside Change) 13. Tressé en valse (Weave in Waltz Time) 14. Télémark fermé (Closed Telemark) 15. Télémark ouvert (Open Telemark) 16. Télémark ouvert suivi par aile (Open Telemark followed by Wing) 17. Télémark ouvert suivi par hésitation croisée (Open Telemark followed by Cross Hesitation) 18. Tour d'impulsion ouvert (Open Impetus Turn) 19. Tour d'impulsion ouvert suivi par aile (Open Impetus Turn followed by Wing) 20. Tour d'impulsion ouvert suivi par hésitation croisée (Open Impetus Turn followed by Cross Hesitation) 21. Tour d'impulsion ouvert suivi par entrelacs (Open Impetus Turn followed by Weave) | Figures de valse anglaise (suite) 1. Croisé arrière suivi par tressé (Whisk followed by Weave) 2. Tour pivoté externe sous-tournée (Underturned Outside Spin) 3. Pas bloqué tournant à gauche (Turning Lock to Left) 4. Pivot inverse (Reverse Pivot) 5. Chassé progressif vers la droite (Progressive Chasse to Right) 6. Pas croisé bloqué arrière (homme et femme) (Backward Lock Step (Man and Lady)) 7. Pas croisé bloqué avant (homme et femme) (Forward Lock Step (Man and Lady)) 8. Double tour pivoté inverse (Double Reverse Spin) 9. Tour pivoté externe (Outside Spin) 10. Tour à droite pied bloqué (Turning Lock to Right) 11. Croisé derrière gauche (Left Whisk) 12. Tour à droite pas en arrière (Fallaway Natural Turn) 13. Tour pivoté en courant (Running Spin Turn) 14. Aile fermée (Closed Wing) 15. Contre-pivot bloqué (Contra Check) Figures supplémentaires 1. Hésitation tirée (Drag Hesitation) 2. Tour pivoté à droite rapide (Quick Natural Spin Turn) 3. Croisé derrière vers l'arrière (Fallaway Whisk) 4. Tour d'impulsion fermé (Closed Impetus Turn) |

## Compétition
La valse anglaise (ou international standard waltz) est l'une des cinq danses standards formant la structure centrale des compétitions de danse de style international (International Sytle Dance competitions) organisées autour du monde par la Fédération mondiale de danse sportive, ses filiales locales et d'autres organisations. Les compétitions sont en général séparées en six niveaux de difficulté: Bronze (bronze, débutant), Silver (argent, intermédiaire), Gold (or, avancé), Novice, Pre-Championship et Championship. Les danseurs des trois premiers niveaux sont tenus de danser des figures parmi un nombre limité présents dans le programme de chaque niveau. Au contraire, les trois niveaux supérieurs sont ouverts et de nouvelles chorégraphies originales sont autorisées et même encouragées. Les figures autorisées dans les programmes de danse compétitifs sont strictement contrôlées par la Imperial Society of Teachers of Dancing (en).